# آمریتا باسو
آمریتا باسو (به انگلیسی: Amrita Basu؛ زاده دسامبر ۱۹۵۳) یک فرهنگی آمریکایی است. او در سیاست آسیای جنوبی تخصص دارد و علاقهٔ به خصوصی به جنبش زنان و دگر جنبش‌های اجتماعی دارد. مؤثرترین آثار او دربارهٔ معنی بحث‌برانگیز فمینیسم و ارتباط پیچیدهٔ فمینیسم و جنبش زنان، نقش برجستهٔ زنان در حقوق دینی، رابطه میان جنبش‌های محلی و نیروهای بزرگتر جهانیست. او همچنین در مباحث فعالیت زنان، حقوق بشر و ناسیونالیسم پس از استعمار تدریس می‌کند.

## زندگی شخصی
باسو در دسامبر ۱۹۵۳ در شهر نیویورک متولد شد. والدین او، راسیل و رومان باسو، هر دو عضو دبیرخانهٔ سازمان ملل در نیویورک بودند. مادر باسو در شاخه زنان دبیرخانه کار می‌کرد و باسو آشنایی با فمینیسم را مدیون مادرش می‌داند. مادر باسو او را به کنفرانس زنان زیادی می‌برد، از جمله اولین کنفرانس زنان در مکزیکو سیتی در سال ۱۹۷۵. باسو کودکیش را در خارج ایالات متحده، در مصر، لیبی، و تایلند و تابستان‌هایش را در هند می‌گذراند تا زمانی که برای دبیرستان به نیویورک بازگشت.

## تحصیلات و حرفه
باسو در سال ۱۹۷۵ لیسانسش در رشتهٔ دولت و رشتهٔ فرعی مطالعات آسیایی را از دانشگاه کرنل دریافت کرد. سپس در سال ۱۹۷۷ فوق لیسانس خود را در رشتهٔ علوم سیاسی دریافت کرد. باسو در سال ۱۹۸۴ مدرک دکترایش را از دانشگاه کلمبیا در رشتهٔ علوم سیاسی دریافت کرد.
از سال ۱۹۸۱ تا ۱۹۸۷، باسو در دانشگاه امهرست در دپارتمان علوم سیاسی مشغول به تدریس بود. پس از یک سال خدمت به عنوان دانشمند بازدیدکننده در دانشگاه کلمبیا، به دانشگاه امهرست بازگشت و به دپارتمان علوم زنان و جنسیت پیوست. هم‌اکنون، او صاحب عنوان دومینیک ج. پاینو، استاد علوم سیاسی و علوم زنان و جنسیت و معاون دانشیار استادان دانشکده در دانشگاه امهرست واقع در ماساچوست ایالات متحده است.
از سال ۲۰۱۵ باسو وقتش را بین تدریس علوم سیاسی و علوم زنان و جنسیت تقسیم می‌کند. او همچنین عضو شورای شش نفره در دپارتمان علوم زنان و جنسیت است.

## زندگی علمی
آمریتا باسو عضو هیئت تحریریه‌های متعددی از جمله هیئت مدیرهٔ بولتن محققان نگران آسیایی (به انگلیسی: The Bulletin of Concerned Asian Scholars) از سال ۱۹۹۲، مجله بین‌المللی سیاست فمینیستی (به انگلیسی: International Feminist Journal of Politics) از سال ۲۰۰۲، و نصف النهار: فمینیسم، نژاد، فراملیسم (به انگلیسی: Meridians: Feminism, Race, Transnationalism) از سال ۲۰۰۱ بوده. او همچنین ویرایشگر جنوب آسیا برای مجله مطالعات آسیایی (به انگلیسی: The Journal of Asian Studies) در سال‌های ۱۹۹۵–۲۰۰۱ بوده؛ و البته در کمیته‌های علمی زیادی خدمت کرده از جمله صندلی زنان و شورای سیاست در انجمن علوم سیاسی آمریکا (به انگلیسی: The American Political Science Association) در سال‌های ۲۰۰۵ و ۲۰۰۶. او همچنین در کمیته‌های خارجی در دانشگاه‌های ماونت هولیوک، کالج همپشایر، و دانشگاه ماساچوست در امهرست خدمت کرده. در سال ۲۰۰۱، باسو مشاور پروژهٔ برنامهٔ توسعهٔ سازمان ملل در خصوص زنان و حکومت در دهلی، هند بود. باسو همچنین عضو کمیته‌های مشاوره و انتخاب متعددی مانند بنیاد فورد (به انگلیسی: Ford Foundation)، کمیته جوایز دانشگاهی فولبرایت (به انگلیسی: Fulbright Scholar Awards Committee)، و اوقاف ملی علوم انسانی (به انگلیسی: National Endowment for the Humanities) بوده.

## انتشارات
انتشارات باسو سه مضمون اصلی دارد. اولین مورد مربوط به مشارکت زنان در جنبش‌های چپ است. این موضوع اولین کتاب او بود. موضوع دوم مربوط به جنبش‌های زنان به صورت فراملی است. موضوع سوم درگیری قومی و مذهبی در هند است. باسو چندین مقاله و کتاب‌ها و مجلات ویرایش شده مشارکتی از جمله همنشین آکسفورد (به انگلیسی: Oxford Companion) تا سیاست در هند، مقدمه ای بر سیاست مقایسه ای (به انگلیسی: Introduction to Comparative Politics)، مجله تاریخ زنان (به انگلیسی: Journal of Women’s History) و بسیاری دیگر نوشته است.

## فهرست انتشارات به انگلیسی
1. Basu, Amrita. Two Faces of Protest: Contrasting Modes of Women’s Activism in India. University of California Press and Oxford University Press: New Delhi, 1992
2. Basu, Amrita, ed, The Challenge of Local Feminisms: Women’s Movements in Global Perspective. Boulder: Westview Press, 1995 and New Delhi: Kali for Women, 1998
3. Basu, Amrita, co-ed. Community Conflicts and the State in India. Delhi: Oxford University Press, 1997
4. Basu, Amrita, co-ed. Appropriating Gender: Women’s Activism and Politicized Religion in South Asia. New York: Routledge and New Delhi: Kali for Women, 1998
5. Basu, Amrita, co-ed. Localizing Knowledge in a Globalizing World. Syracuse University Press, 2002
6. Basu, Amrita, co-ed, Beyond Exceptionalism: Violence, Religion and Democracy in India. Seagull Press: New Delhi and London, 2006
7. Basu, Amrita, ed, Women's Movements in the Global Era: The Power of Local Feminisms. Westview Press: Boulder, CO, 2010

## جوایز، افتخارات و بورس‌های تحصیلی انتخاب شده
1. (Distinguished Teaching Award (2008
2. (Peace and World Security Studies Program Curriculum Development Grant (1994
3. (Travel and Conference Grant, Rockefeller Foundation (1993
4. (Five College Asian-American Studies Curriculum Development Grant (1992
5. (Social Science Research Council, Senior Fellowship (1991-1992
6. (Commencement Speaker, Senior Assembly, Amherst College (2010
7. (Ford Foundation Curriculum Development Grant (1998
8. (Amherst College Research Award (1997–1998
9. (The United States Institute for Peace, grant to convene a conference on Political Violence in India (1995
10. (John D. & Catherine T. MacArthur Foundation Research and Writing Grant (1993–1995
11. (Amherst College Research Award (1993–1994
12. (Karl Loewenstein Fellowship, Amherst College (1984–1985